# Soheil Ayari
Soheil Ayari (Aix-les-Bains, 5 de abril de 1970) é um automobilista francês.
Teve uma passagem pela extinta Fórmula 3000, onde conquistou duas vitórias, antes de ingressar nas 24 Horas de Le Mans, onde compete até hoje, pela equipe Oreca. Correu também na Indy Lights, no WTCC e na Fórmula 3.